# جون وليام براون
وهو سياسي أمريكي ينتمي إلى الحزب الجمهوري ولد جون وليام براون في 28 ديسمبر من سنة 1913 في مدينة اثينا بولاية أوهايو الأمريكية شغل بروان رئيسا لبلدية المدينة في ولاية أوهايو في ما بين عامي 1950 إلى عام 1953 وشغل براون كذلك منصب نائب حاكم ولاية أوهايو من عام 1953 إلى عام 1957 ومن عام 1963 إلى عام 1975 وكان جون وليام براون قد شغل منصب حاكم ولاية أوهايو لمدة 11 يوما من 3 كانون الثاني من سنة 1957 إلى 14 كانون الثاني توفي جون وليام براون في 29 أكتوبر من سنة 1993 في مدينة المدينة بولاية أوهايو.